# Siegel Nevadas
Das Siegel des US-Bundesstaates Nevada wurde am 29. November 1861 eingeführt.

## Beschreibung
Das Siegel zeigt im Hintergrund eine strahlende Sonne und Gebirge, die die Naturschönheit Nevadas symbolisieren.
Im Vordergrund sieht man links den Eingang einer Silbermine und rechts eine Fabrik mit einem rauchenden Schornstein, Symbole für den Bergbau in Nevada, dazwischen eine Weizengarbe, einen Pflug und eine Sichel für die Landwirtschaft.
Im Zentrum fährt eine Eisenbahn über ein Viadukt, neben der Bahnstrecke stehen Telegraphenmasten: Symbole für Verkehr und Kommunikation. Im inneren Kreis des Siegels befinden sich 36 Sterne für Nevada als 36. Bundesstaat der  USA, in der unteren Kreishälfte das Staatsmotto:
All for our country
(Alles für unser Land)
Das Siegel ist typisch für die bildliche Heraldik des 19. Jahrhunderts, die die symbolische Heraldik des 18. Jahrhunderts ersetzte. Im Zentrum des Bildes stehen die wichtigsten Aktivitäten des Bundesstaats: Bergbau und Verkehr.

Flagge Nevadas

## Geschichte
Zum ersten Mal verwendet wurde das Siegel am 29. November 1861, als Nevada noch ein Territorium und kein US-Bundesstaat war.
In der verfassunggebenden Versammlung wurde über die Gestaltung des Siegels im Jahr 1863 heftig debattiert. Besondere Aufmerksamkeit erregte die Tatsache, dass auf den ersten Exemplaren des Staatssiegels der Rauch des Fabrikschornsteins nach rechts, der der Lokomotive hingegen nach links abzog. Zur Erklärung wurde auf das Tempo der fahrenden Eisenbahn verwiesen; aus der offiziellen Beschreibung des Siegels wurden die Worte „sehr langsam fahrend“ gestrichen, ein Zusatzantrag, der das Wort „sehr schnell fahrend“ in die Beschreibung aufnehmen wollte, fand jedoch auch keine Mehrheit.
Diskutiert wurde auch über das Staatsmotto. Zur Wahl standen neben „All for our country“ auch „Volens et Potens“ (lat.: Wollend und könnend) und „The Union Must and Shall be Preserved“ (die Union muss und wird bewahrt werden) – eine Anspielung auf die Entstehung Nevadas als Nordstaat im amerikanischen Sezessionskrieg. Mark Twain, der von 1861 bis 1864 als Reporter für die in Virginia City erscheinende Zeitung Territorial Enterprise arbeitete, unterbreitete der Versammlung ebenfalls einen Vorschlag: Ein vor einem Salbeistrauch schlafendes Kaninchen mit der Aufschrift Volens but not so damned Potens (willig, aber nicht so recht potent).
Im August 1865 wurde das Staatssiegel zum ersten Mal gedruckt, am 24. Februar 1866 wurde es in dieser Fassung offiziell. In Nevada entstand bald das Gerücht, der in verschiedene Richtungen abziehende Rauch gehe auf einen Scherz Mark Twains zurück, der mit dem staatlich beauftragten Drucker befreundet war. Das ist jedoch falsch: Mark Twain hielt sich 1865 gar nicht in Nevada auf, weil er ein Jahr zuvor vor nach einer Aufforderung zum Duell nach Kalifornien geflüchtet war.
Der Fehler mit dem Rauch wurde 1915 von einem Staatsdrucker korrigiert, von da an zeigten beide Rauchsäulen in die gleiche Richtung: nach links. Die neue Fassung wurde aber erst 1929 vom Gouverneur verwendet und damit offiziell.